# Drag Race Thailanda
Drag Race Thailand este un serial de televiziune de competiție de realitate thailandeză bazat pe serialul american RuPaul's Drag Race. Serialul a fost licențiat de Kantana Group și a avut premiera pe 15 februarie 2018, prin serviciul de streaming Line TV. Drag queen-ul thailandez Pangina Heals este gazda și judecătorul șef al seriei. Art Arya a fost anterior co-gazdă și co-arbitru șef al serialului în primul și al doilea sezon.
Natalia Pliacam a câștigat primul sezon în 2018, iar Angele Anang câștigând al doilea sezon în 2019. În decembrie 2023, World of Wonder a anunțat castingul celui de-al treilea sezon.
Gazda este drag queen Pangina Heals. Pangina Heals a vorbit despre drag ca formă de artă, spunând: „Oamenii înțeleg că dragul nu este despre sex sau gen, ci despre performanță și să-i facă pe ceilalți fericiți”. Ea a abordat, de asemenea, ideea că drag și " ladyboys " sunt același lucru, spunând că "thailandezii acceptă cu adevărat fetele transgender, mai ales odată cu popularizarea show-urilor Miss Tiffany ".
Pangina Heals este cea mai faimoasă drag queen din Thailanda, supranumită „ RuPaul of Thailand” și a fost câștigătoarea primei competiții TV drag din Thailanda T-Battle .  

## Productie

### Format
Serialul adoptă o abordare diferită față de alte francize internaționale. Majoritatea provocărilor se reflectă asupra culturii thailandeze, inclusiv mitologie, mâncare și cultura pop. În adaptarea thailandeză, ei au criticat concurenții la două provocări.  În maxi provocări, concurenții trebuie să performeze în diverse provocări pentru un premiu. Câștigătorii maxi-provocarii nu sunt totuși scutiți de eliminare, deoarece acest lucru este determinat de provocarea pe pistă. Provocarea pistei determină câștigătorul și cine va fi ferit de eliminare. 

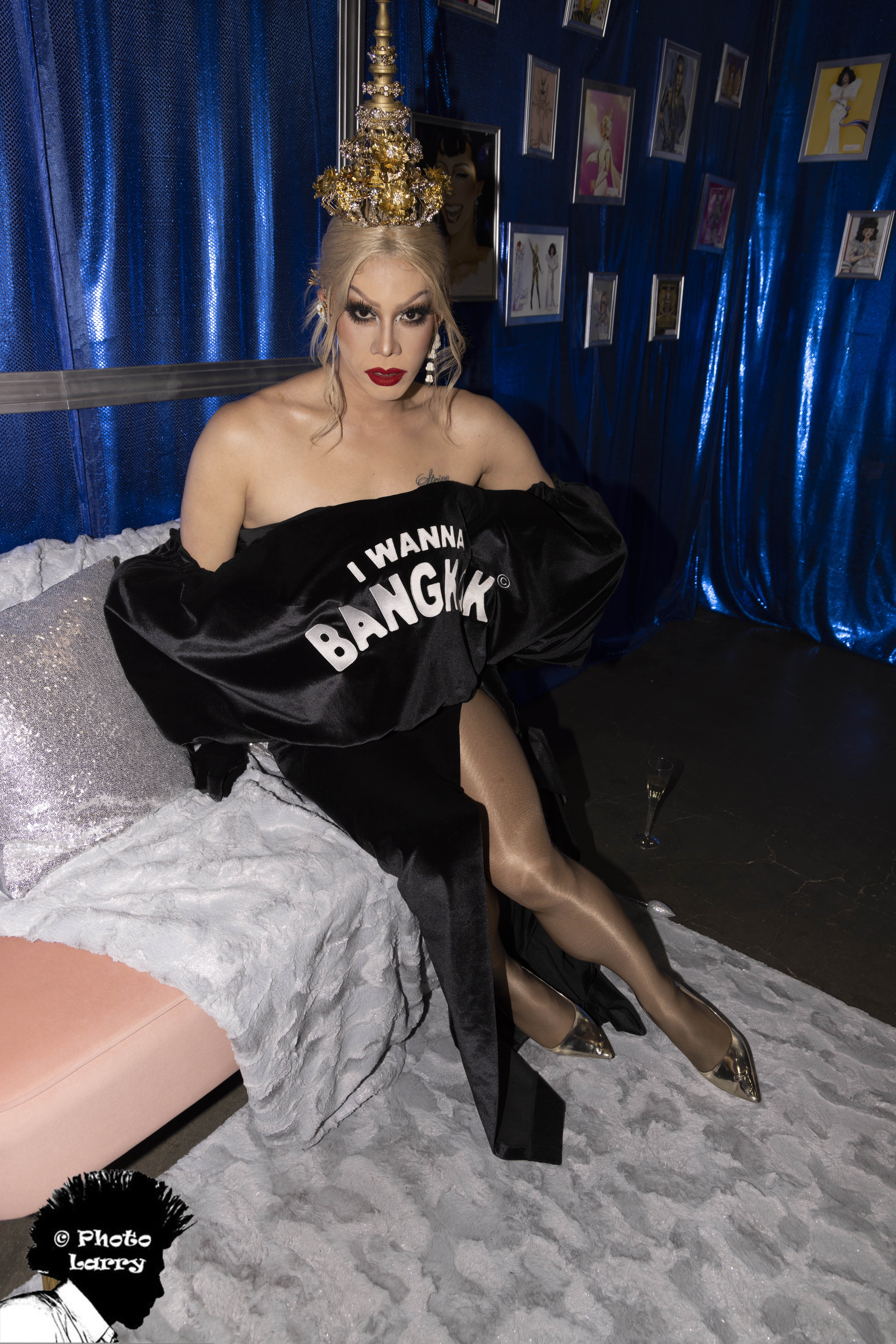
Pangina se vindecă

Seria competiției este co-găzduită și jurată de drag queens thailandezi, Art Arya și Pangina Heals .  După o pauză de patru ani, a fost confirmat că Pangina Heals va veni ca gazdă pentru sezonul trei, Arya revenind și ca judecător permanent.  Pe 8 octombrie 2024, Pangina Heals a anunțat că Gus Setthachai, Metinee Kingpayome și Niti Chaichitathorn se vor alătura juriului.
| Judecător              | Sezon     | Sezon     | Sezon     |
| Judecător              | 1         | 2         | 3         |
| ---------------------- | --------- | --------- | --------- |
| Pangina Heals⁠(d)       | Principal | Principal | Principal |
| Arta Arya              | Principal | Principal | Principal |
| Gus Setthachai         |           |           | Principal |
| Metinee Kingpayome⁠(d)  |           |           | Principal |
| Niti Chaichitathorn⁠(d) |           |           | Principal |

În prezent, au fost un total de 24 de concurenți care au concurat în Drag Race Thailand .

## Prezentare generală a seriei
| Sezonul | Sezonul | Episoade | Episoade | Premiera TV      | Premiera TV       |
| Sezonul | Sezonul | Episoade | Episoade | Prima transmisie | Ultima transmisie |
| ------- | ------- | -------- | -------- | ---------------- | ----------------- |

### Sezonul 1 (2018)
Primul sezon Drag Race Thailand a avut premiera pe 15 februarie 2018, la LINE TV. Spectacolul a fost adaptat după versiunea americană RuPaul's Drag Race, cu referințe și includerea muzicii lui RuPaul pe tot parcursul spectacolului. Câștigătoarea primului sezon a fost Natalia Pliacam, cu B Ella câștigând Miss Congeniality.

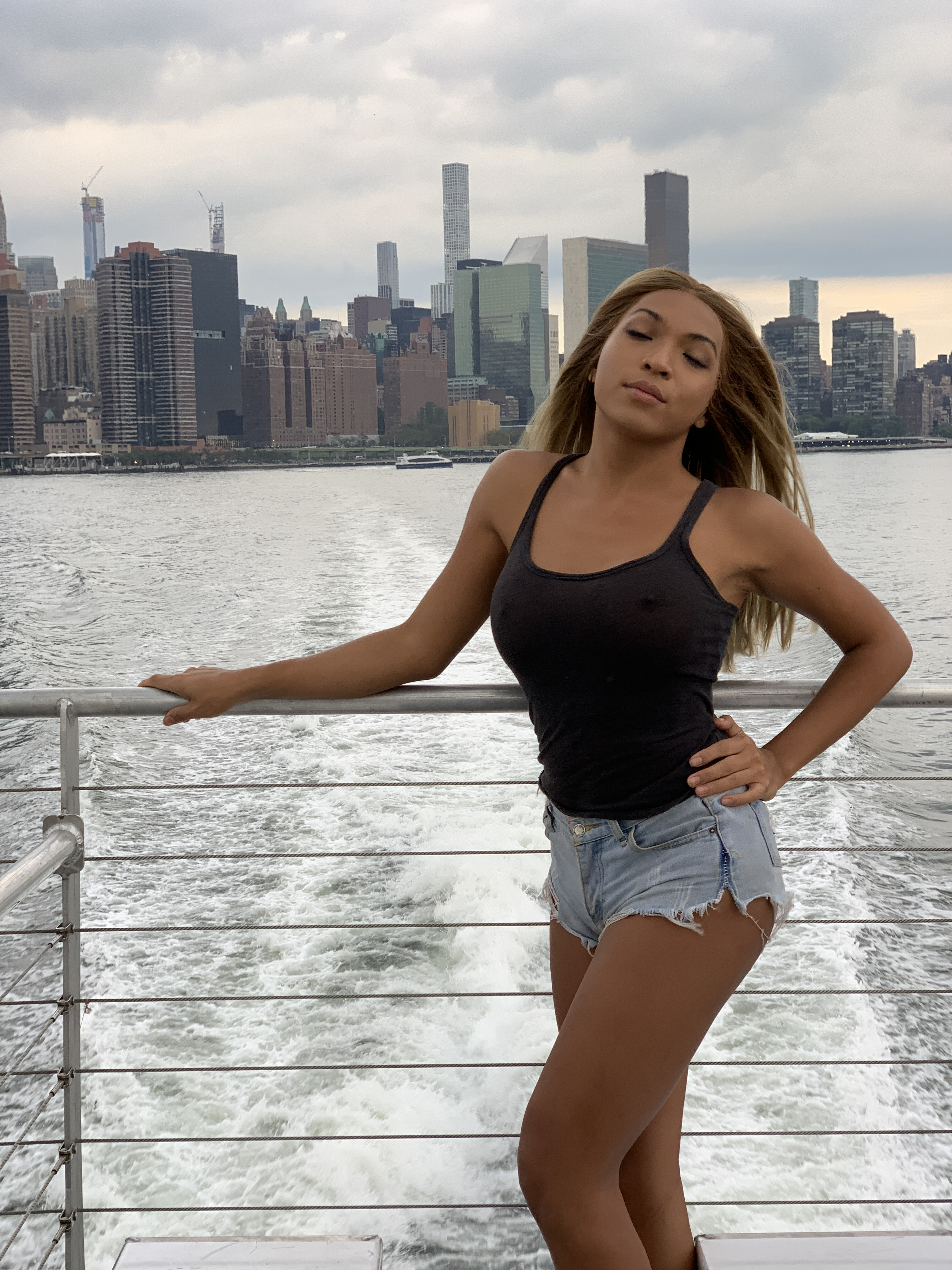
Angele Anang, câștigătoarea sezonului 2

Un anunț de casting pentru sezonul doi a fost anunțat pe 4 martie 2018.  O reclamă de casting a fost difuzată pe 13 septembrie 2018 și a afirmat că orice gen poate aplica, precum și cetățenii care nu sunt thailandezi. Spectacolul a avut premiera pe 11 ianuarie 2019.  Câștigătoarea celui de-al doilea sezon a fost Angele Anang, cu Maya B'Haro câștigând Miss Congeniality.
În iulie 2021, Piyarat Kaljaruek de la Kantana Group a anunțat pe rețelele de socializare că serialul reality thailandez se va întoarce pentru un al treilea sezon, pentru a coincide cu aniversarea a 70 de ani a companiei de producție.  În noiembrie 2022, a fost dezvăluit că O4 Media a achiziționat licența de franciză pentru a produce sezonul trei, de la Kantana Group și World of Wonder .  Un an mai târziu, World of Wonder și Fullhouse Asia au anunțat reînnoirea adaptării thailandeze pentru sezonul trei, cu Pangina Heals revenind ca gazdă.  Castingul a fost deschis pentru decembrie 2023, sezonul având premiera pe 16 octombrie 2024.  Câștigătorul celui de-al treilea sezon este Frankie Wonga, cu Benze Diva câștigând Miss Congeniality. Drag Race Thailanda sezonul 3 este unul dintre cele mai slab cotate sezoane Drag Race din 2024

## Lectură în continuare
- Holden, Steve (7 aprilie 2018). „The RuPaul's Drag Race spin-off you probably haven't seen”. BBC News. Accesat în 12 octombrie 2023.
- Tanakasempipat, Patpicha (25 martie 2018). „Thai drag queens hope new TV show brings LGBT”. Reuters. Accesat în 28 martie 2018.

- Drag Race Thailanda la Internet Movie Database

Format:Drag Race ThailandFormat:Drag RaceFormat:Drag performance